# COSMIC LOVE (相川七瀬の曲)
「COSMIC LOVE」（コズミック・ラヴ）は、相川七瀬の12枚目のシングル。1999年3月17日発売。

## 解説
相川最後の8cmCD。約13万枚を売上。

## 収録曲
編曲：織田哲郎
1. COSMIC LOVE
  - 作詞：相川七瀬・織田哲郎　作曲：織田哲郎　additional arrangement：DJ TAKE

花王『ラビナス』CFソング。
ベスト・アルバム『ID』に先駆け発売されたが、オリジナル・バージョンは未収録。シークレット・トラックとしてアンプラグド・バージョンで収録。
2. Crying
  - 作詞：相川七瀬　作曲：上邑博

ベスト・アルバム『ID：2』にも収録。
3. COSMIC LOVE （オリジナル・カラオケ）

## 収録アルバム
COSMIC LOVE
- FOXTROT
- ID：2
- NANASE AIKAWA BEST ALBUM "ROCK or DIE"（メモリアル盤のみ）

Crying
- FOXTORT
- ID：2